# 1678
1678 (MDCLXXVIII) byl rok, který dle gregoriánského kalendáře započal sobotou.

## Události
- 10. srpna – mír v Nijmegenu mezi Francií a Nizozemskem
- 17. září – mír mezi Francií a Španělskem
- 25. října – sňatek pozdějšího falckého vévody a kurfiřta Jana Viléma (1658–1716) s dcerou císaře Svaté říše římské Ferdinanda III., Marií Annou Habsburskou (1654–1689)

### Probíhající události
- 1652–1689 – Rusko-čchingská válka
- 1672–1678 – Francouzsko-nizozemská válka
- 1674–1679 – Skånská válka
- 1675–1678 – Válka krále Filipa

## Narození
Česko
- 1. ledna – František Ferdinand Kinský, český šlechtic, diplomat a politik († 12. září 1741)
- 23. února – Jan Adam z Questenberka, český šlechtic a mecenáš umění († 10. května 1752)
- 24. března – Gottfried Daniel Wunschwitz, šlechtic z rodu Wunschwitzů, sběratel († 25. června 1741)
- 13. května – pokřtěn František Benedikt Klíčník, moravský stavitel († 8. dubna 1755)
- 24. prosince – Karel Slavíček, český misionář v Číně († 24. srpna 1735)
- ? – Bernart Vilém z Říčan, kanovník katedrální kapituly u sv. Štěpána v Litoměřicích († 3. srpna 1726)
- ? – Václav Kleych, český exulant, písmák a nakladatel († 1. srpna 1737)
- ? – Martin Hlaváček, jezuita, děkan teologické fakulty Olomoucké univerzity († 1722)
- ? – Zacharias Hoffmann, český barokní stavitel a řezbář († únor 1754)

Svět
- 4. března – Antonio Vivaldi, italský skladatel, houslista, dirigent († 28. července 1741)
- 7. března – Filippo Juvarra, italský architekt a divadelní výtvarník († 31. ledna 1736)
- 3. května – Amaro Pargo, španělský pirát († 14. října 1747)
- 16. července – Žofie Šarlota Hesensko-Kasselská, meklenbursko-schwerinská vévodkyně († 30. května 1749)
- 26. července – Josef I. Habsburský, římský císař a český a uherský král († 17. dubna 1711)
- 18. listopadu – Giovanni Maria Angelo Bononcini, italský violoncellista a hudební skladatel († 1753)
- 26. listopadu – Karel Leopold Meklenbursko-Zvěřínský, meklenbursko-zvěřínský vévoda († 28. listopadu 1747)
- 13. prosince – Jung-čeng, čínský císař († 8. října 1735)
- ? – Manuel de Zumaya, mexický varhaník a hudební skladatel († 21. prosince 1755)

## Úmrtí
- 24. dubna – Ludvík VI. Hesensko-Darmstadtský, německý šlechtic (* 25. ledna 1630)
- 31. srpna – Ludvík VII. Hesensko-Darmstadtský, německý šlechtic (* 22. června 1658)
- 4. června – Catherine Charlotte de Gramont, monacká kněžna a milenka Ludvíka XIV. (* 1639)
- 2. října – Wu San-kuej,čínský císař (* 1612)
- 28. září – Maurizio Cazzati, italský hudební skladatel (* 1. března 1616)
- 18. října – Jacob Jordaens, vlámský barokní malíř (* 19. května 1593)
- 18. listopadu – Giovanni Maria Bononcini, italský houslista a hudební skladatel (* 23. září 1642)
- 29. listopadu – Daniele da Castrovillari, italský mnich a hudební skladatel (* ? 1613)

## Hlavy států
- Anglie – Karel II. (1660–1685)
- Francie – Ludvík XIV. (1643–1715)
- Habsburská monarchie – Leopold I. (1657–1705)
- Osmanská říše – Mehmed IV. (1648–1687)
- Polsko-litevská unie – Jan III. Sobieski (1674–1696)
- Rusko – Fjodor III. (1676–1682)
- Španělsko – Karel II. (1665–1700)
- Švédsko – Karel XI. (1660–1697)
- Papež – Inocenc XI. (1676–1689)
- Perská říše – Safí II.